# زیرکن
زیرکُن (به انگلیسی: Zircon) یا بَنَفش یک کانی طبیعی است که معمولاً به رنگ‌های قهوه‌ای، زرد، قرمز، سبز یا بی‌رنگ دیده می‌شود و از ترکیب عنصر زیرکونیوم با سیلیکات ساخته شده‌است. نام زیرکن از واژهٔ فارسی زرگون گرفته شده است،
این کانی سختی نسبتاً بالایی دارد و در برابر فرسایش مقاوم است، به همین دلیل در سنگ‌های آذرین، دگرگونی و حتی رسوبی به‌خوبی حفظ می‌شود. از نظر علمی، زیرکن اهمیت زیادی دارد، زیرا حاوی مقادیر کمی اورانیوم و توریم است که به‌مرور زمان واپاشی رادیواکتیو دارند. همین ویژگی باعث می‌شود بتوان از آن برای تعیین سن زمین‌شناسی سنگ‌ها با دقت بسیار بالا استفاده کرد. قدیمی‌ترین مواد معدنی شناخته‌شده در زمین، دانه‌های زیرکن هستند که قدمت آن‌ها به بیش از چهار میلیارد سال می‌رسد. زیرکن همچنین در صنایع سرامیک، جواهرسازی و تولید فلز زیرکونیوم کاربرد دارد.
زیرکن با فرمول شیمیایی Zr[SiO4] از مجموعه کانی هاست و لومینسانس سبز جواهری - نارنجی و قرمز تیره تا قرمز جواهری دارد -رادیواکتیویته کامل آن به دلیل وجود ادخال هاست- و به سختی در هیدروفلوئوریک اسید، سولفوریک اسید و هیدروکلریک اسید حل می‌شود.
H2O (مالاکون - سیرتولیت) Y-Nv (نائژیت) HF (آلویت) و عناصر ردیاب (اویمالیت) برای اولین بار در آمریکا کشف شد و از نظر شکل بلور: منشوری - بی پیرامیدال -، رنگ: بی‌رنگ - سبز - تیره تا نارنجی، شفافیت: شفاف -نیمه شفاف - کدر (اپاک)، شکستگی: صدفی، جلا: شیشه‌ای - الماسی - چرب، رخ: ناقص - مطابق با سطح، سیستم تبلور: کوادراتیک و در رده‌بندی سیلیکات است؛ همچنین خاصیت مغناطیسی ندارد و منشأ تشکیل آن ماگمایی - دگرگونی - پگماتیتی - رسوبی - آبرفتی - است.
همایند کانی‌شناسی (پارانژ) آن سختی - چگالی - واکنش هایشیمیایی - اشعه Xگزنوتیم - توریت - گارنت- بیوتیت- آمفیبول- کوارتز- گارنتمتامیکتایتیایزومتریک است
، از نظر ژیزمان بلوری - آگرگات دانه‌ای - دندریتی - شعاعی - دانه‌ای - آبرفتی فراوان است و بیشتر در آلمان غربی، نروژ، روسیه، فرانسه، آمریکا، کانادا، بیرمانی ماداگاسکار، سری لانکا، استرالیا و برزیل یافت می‌شود.

## نگارخانه

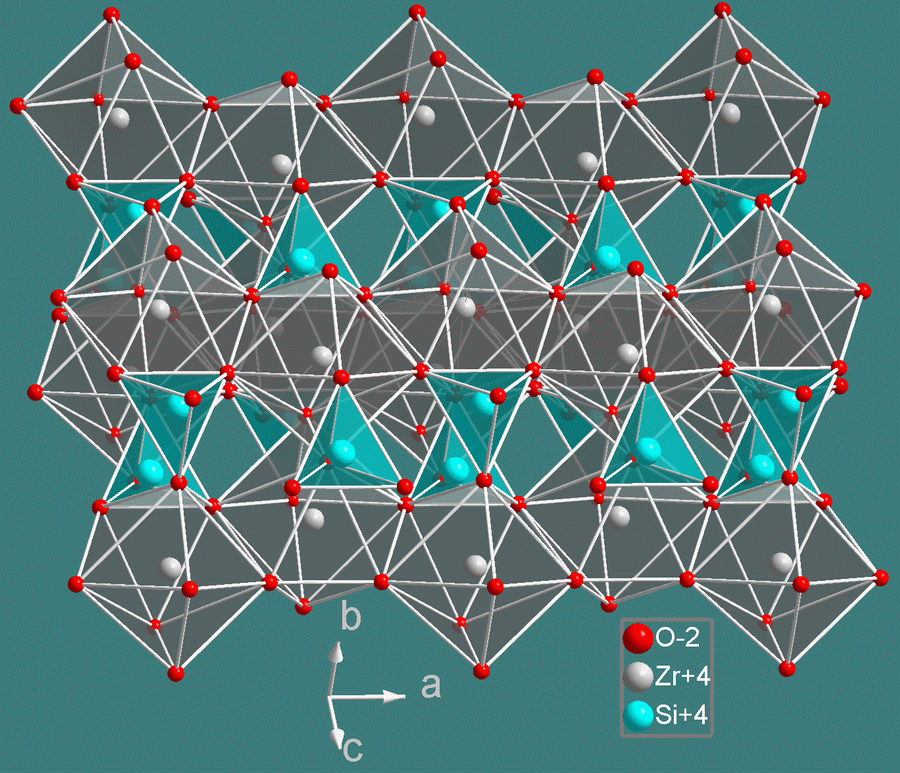
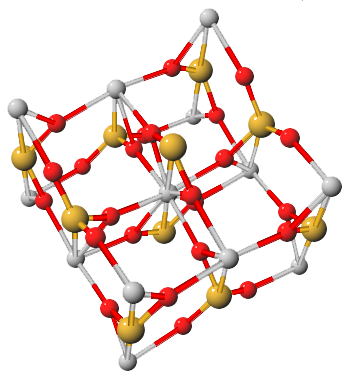
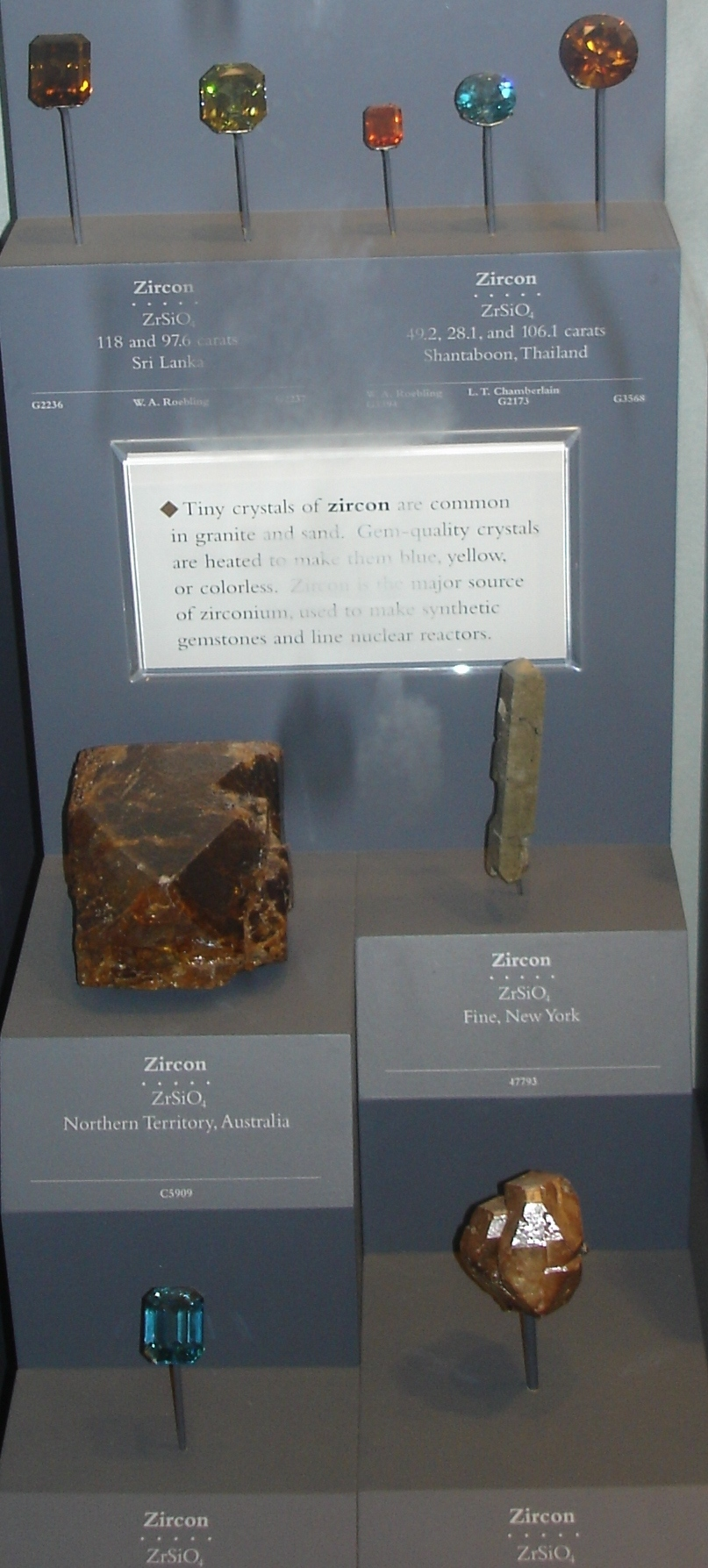
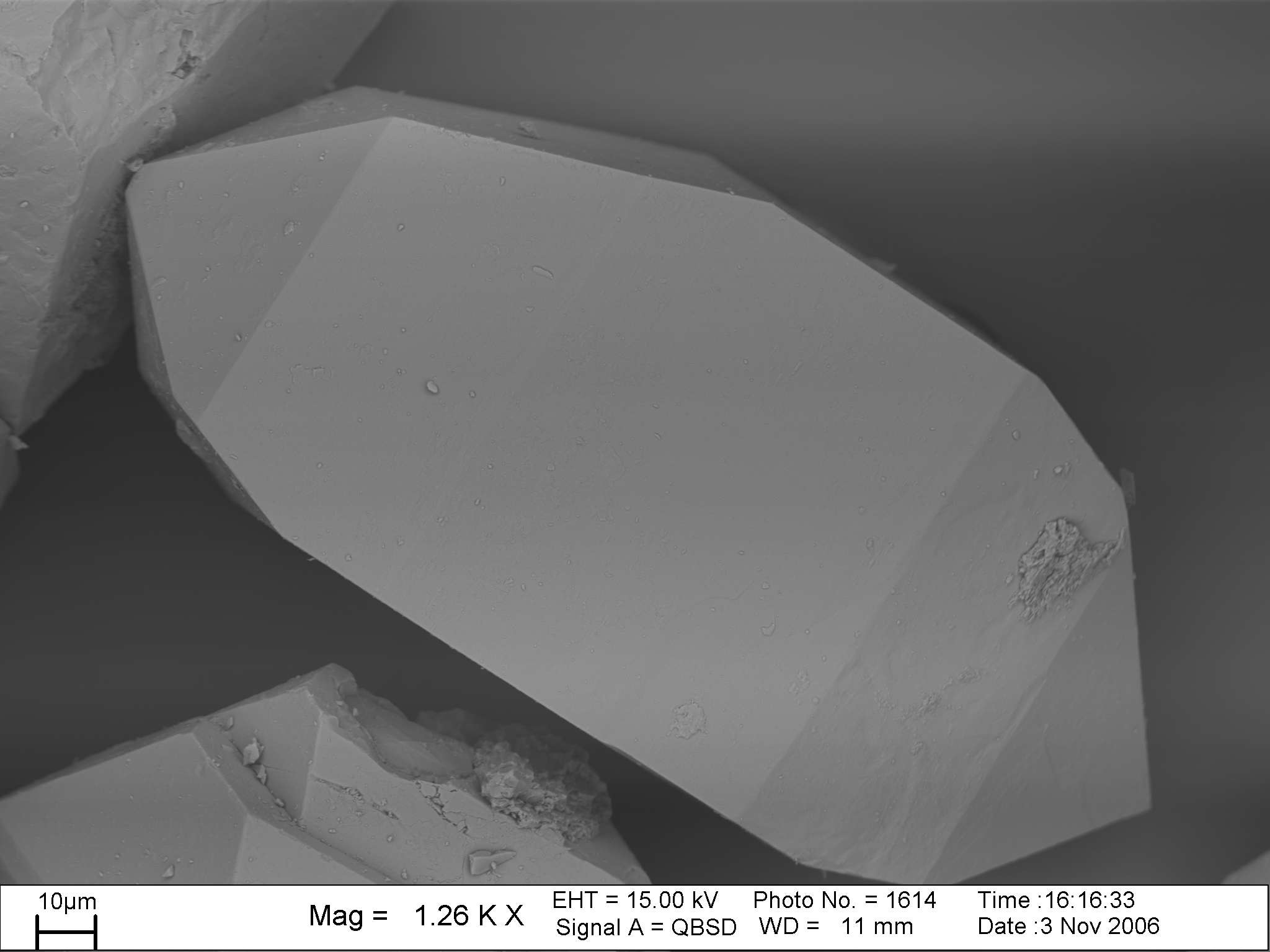